# Фамбала
Фамба́ла (англ. Phambala) — традиційна громада у складі дистрикту Нтчеу Центрального регіону Малаві.
Населення — 44626 осіб (2018).